# The Venus Model
The Venus Model è un film muto del 1918. Non si sa se il film sopravviva attualmente, e potrebbe essere un film perduto.

## Trama
Kitty O'Brien, una sarta nella fabbrica di Braddock & Co., nel tentativo di sfuggire alla punizione del caposquadra che aveva imitato, fugge nell'ufficio del manager. Mentre spiega la sua presenza mostra un costume da bagno che ha progettato, John Braddock abbraccia l'idea e l'esposizione dell'abito porta ordini a bizzeffe. Quando Braddock è costretto a riposarsi, Kitty si fa carico della pianta. Dà a un giovane candidato maschio un lavoro come ragazzo d'ufficio, ma scopre che è il figlio del suo datore di lavoro, Paul Braddock, espulso dal college. Lo libera da una storia d'amore indiscreta e, con il ritorno dell'anziano Braddock, culmina una storia d'amore.

## Censura
Come molti film dell'epoca, The Venus Model è stato tagliato dalla censura.